# Michael Keprt
Michael Keprt (* 5. června 1972 Olomouc) je český sbormistr, dirigent, hudební skladatel, hudební inscenátor a korepetitor.

## Studia
Dirigování řádně vystudoval na Akademii múzických umění v Praze Radomila Elišky a Františka Vajnara, dále také studoval u Ivana Kurze komponování.
Dále se vzdělával na Bachakademii v Praze, tu absolvoval v letech 1991 a 1992 u Helmutha Rillinga,
v roce 1993 absolvoval u Hanse Grafa i vídeňské mistrovské kurzy.

## Dirigent a sbormistr
Tři roky pak působil nejprve coby asistent sbormistra v Hudebním divadle v Karlíně,
působil i u dalších orchestrů a vokálních pěveckých souborů jako jsou Filharmonie Hradec Králové, Státní filharmonie Teplice, Musici di Praga nebo Kühnův dětský sbor.
V letech 1992–2000 pracoval jako sbormistr Pražského pěveckého sboru Smetana, od roku 1994
působil také u Pěveckého sdružení pražských učitelů.

## Vlastní tvorba
Věnuje se komponování, jeho skladby pokrývají široké žánrové rozpětí, ať už se jedná o skladby vokální,
komorní nebo orchestrální - například Symfonický triptych, komorní opera Břehy Gangy a opera Nevěsta z Korinthu.

## Státní opera Praha
Od roku 1997 pracuje také jako sbormistr ve Státní opeře Praha, od roku 2002 zde působí také jako operní dirigent, od roku 2009 i jako korepetitor.